# Veterinärbiologie
Veterinärbiologie ist eine naturwissenschaftliche Disziplin, die sich mit den biologischen Grundlagen der Tiermedizin befasst und zwischen dieser und der Zoologie steht. Die relativ junge Querschnittsdisziplin entspricht etwa der Humanbiologie in ihrer Beziehung zur Humanmedizin.
Bereits 1979 wurde an der Moskauer Veterinärakademie eine Fakultät für Veterinärbiologie eingerichtet. Einige Hochschulen in Australien und Südafrika bieten eine Bachelorstudiengang Veterinärbiologie an. In Deutschland gibt es an der Ludwig-Maximilians-Universität München (LMU) und der Technischen Hochschule Mittelhessen die Möglichkeit, postgradual einen Doktortitel in Veterinärbiologie zu erwerben (doctor rerum biologicarum veterinariae, Dr. rer. biol. vet.). Dies richtet sich an Naturwissenschaftler oder Tiermediziner, die an der LMU jedoch zusätzlich ein zweites Studium absolviert haben müssen.